# Жанры тайской классической литературы
В списке представлены основные оригинальные жанры классической тайской литературы (XIII—XIX веков). Кроме того, значительное место занимали переводы сутр, джатак и другой буддийской литературы, художественной прозы, а также отдельные исторические хроники.
- Бёк-ронг (поэтическое вступление к пантомиме) — одна из стихотворных форм.
- Ботлакон («тексты для театра») — упорядоченные начиная с Рамы I тексты пьес, восходящих к народному театру.
- Доксой — песмаскированная пантомима на религиозную тему, зародилась в XV веке. Исполнялись также сюжеты о Раме.
- Кон-ла-бот («ек).
- Клом-чанг («утешительная песнь слону») — восходит к заклинаниям, использовавшимся при поимке слонов. В XVII веке появляются их литературные обработки (Симахосот).
- Клон-рыанг («повествование в стихах клон») — восьмисложный размер, активно использовавшийся Сунтоном Пу.
- Лаконнай («внутренний театр»[1], или придворный) — пьесы для него писались в основном по мотивам «Рамакиана» или «Инао», достигает расцвета при Раме I и Раме II.
- Лаконнок («внешний театр», или театр для простонародья) — бродячие актеры первоначально играли в основном отрывки из сборника «50 джатак».
- Лаконрам — танцевальное представление, для одного чтеца и группы мимов.
- Лаконронг — вокально-драматическое действие.
- Лилит — поэтический XV века «Юан пхай» («Поражение юанов»), поэма «Пхра Ло» («Великий Ло», XV либо XVII век).
- Нанг (театр плоских кожаных кукол, или театр теней) — для него Пхра Махарачакру (XVII век) обработал одну из поэм в жанре чан. Репертуар близок к лаконнай.
- Нират (от санскритского «разлука») — приобретает популярность в XVII веке (анонимная поэма «Нират Харипунчай», поэма Сипрата «Печаль»). Близок к элегии, выражающей печаль от разлуки с другом или возлюбленной, но по содержанию напоминает путевые заметки. Вновь распространились при династии Тьакри (Чакри), известны нираты Прая Транга, Наринтибета, Сунтона Пу. Принц Мома Рачотай (1819—1867) написал «Нират Лондон».
- Пленг сан («короткая песнь») — восходит к фольклору (сложились не позднее XVI века), исполнялись поочередно юношами и девушками на деревенских праздниках.
- Пленг яо («длинная песнь») — стали записываться с конца XVII века, лирические песни, близкие романсам, посвящались обычно женщине. Наиболее известны стихи Пра Кланга (конец XVIII века). В этом жанре известно одно из пророчеств.
- Рабам (танцевальная мистерия) — тип театрального представления, зародился в XV веке.
- Сакрава — песенно-лирическая форма.
- Сепа (сепха, англ.) — впервые упоминается в XV веке, распевное произведение в стихах клон, на тему народного сказания (известна сепа о Си Танон Чае) либо религиозной мистерии. Классическая литературная обработка — «Сепа о Кун Чанге и Кун Пэне», появилась в начале XIX века.
- Хе-рыа («песня гребцов») — восходит к фольклору, проникает в литературу в XVII веке (цикл Симахосота), торжественные тексты писались для королевских выездов или праздников на воде.
- Ча-лём — одна из старинных стихотворных форм.
- Чан — эпопея героико-романического содержания. Классические образцы: поэмы Пхра Махарачакхру, Сипрата и Нарая Великого (XVII век), писались и в XIX—XX веках.

В конце XIX — начале XX века появляются новые жанры:
- Клайбан — эпистолярный прозаический стиль. Известны клайбаны Тьюлалонгкона, Кру Тепа, цикл «Письма домой» Рамы VI Вачиравута.
- Лаконпут (лакхонпхут, «разговорный театр») — пьеса, построенная на основе диалогов, при минимуме танцев, пения, пантомимы, жанр создан Рамой VI Вачиравутом.
- Рыанг («дело», «событие») — прозаический очерк, в литературу введен Дамронгом.